# ヴィクナ
ヴィクナ（ノルウェー語: Vikna）は、ノルウェーのヌール・トロンデラーグ県、ナムダーレン地域に位置する基礎自治体（以下、本稿では便宜上「市」と記述する）。行政の中心地はレールヴィク村 (Rørvik) で、そのほかアウスタフィヨール (Austafjord) 、ガシュタード (Garstad) 、ヴァーローヤ (Valøya) の村々がある。

## 基礎情報

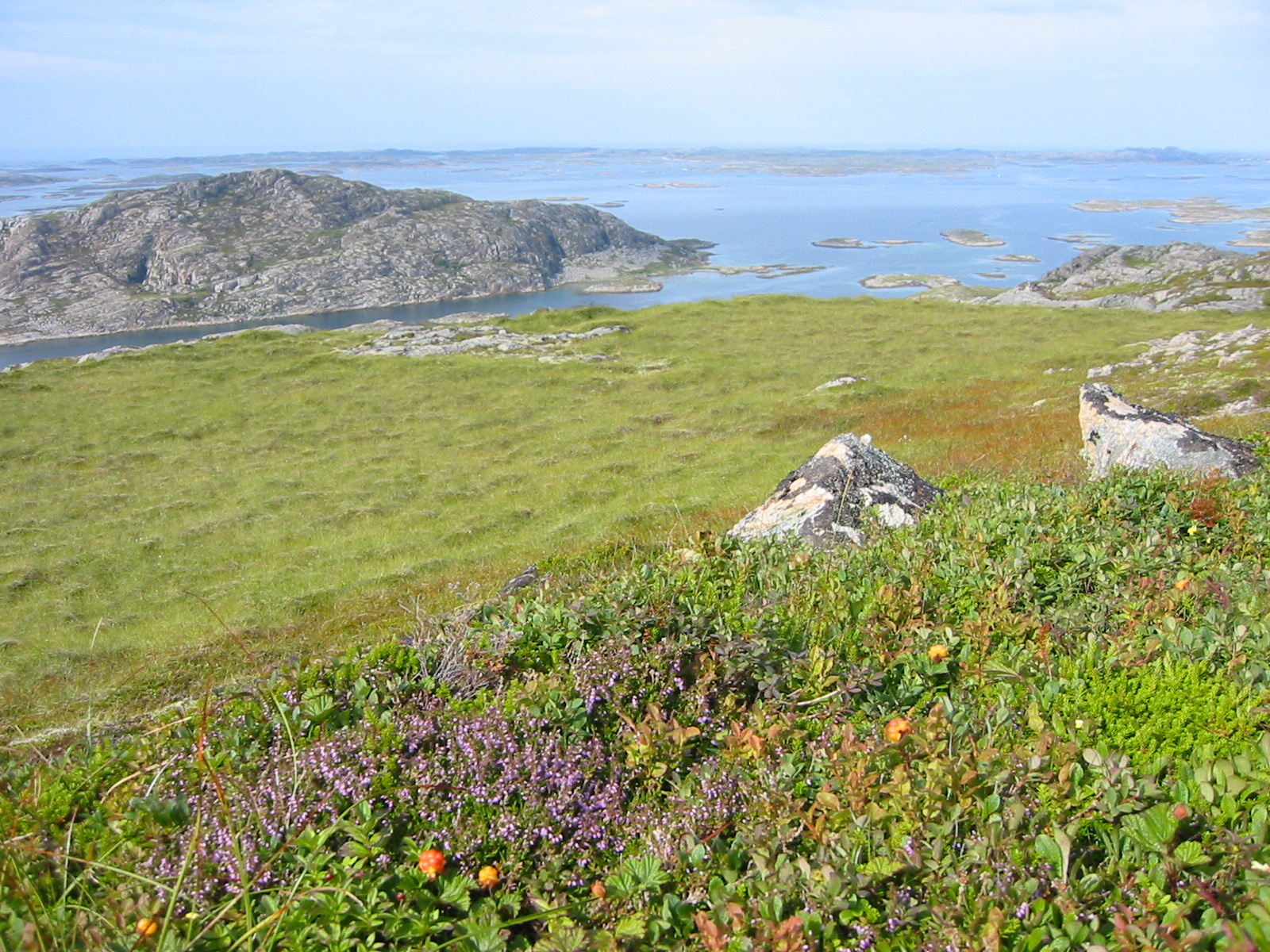
イッテル＝ヴィクナ島

ヴィクナ市は1869年7月1日、ナーロイからヴィクテン市 (Vikten) として分立した。当時の人口は1749年であった。1881年1月1日、フォスネスの一部地域（人口：61人）が市に移管された。市名は後にヴィクナに改称された。

### 市名
市を構成するインネル＝ヴィクナ (Inner-Vikna) 、メロム＝ヴィクナ (Mellom-Vikna) 、イッテル＝ヴィクナ (Ytter-Vikna) の三島にちなむ。これら島名はいずれも、「入り江」を意味する vik に由来する（いずれの島にも無数の入り江がある）。

### 紋章
現在の紋章は1988年5月13日に制定された。いまも市内の重要な収入源であるサケ漁と養殖業を表し、青地に3匹のサケが描かれている。

### 教会
ニーダロス教区のナーロイ支区が管轄する市内には、ノルウェー国教会の教区がひとつ置かれている。
| 教区 （ソクン） | 名称             | 所在地       | 建築年 |
| --------------- | ---------------- | ------------ | ------ |
| ヴィクナ教区    | ガシュタード教会 | ガシュタード | 1856年 |
| ヴィクナ教区    | レールヴィク教会 | レールヴィク | 1896年 |
| ヴィクナ教区    | ヴァーロイ礼拝堂 | ヴァーローヤ | 1972年 |

## 地理

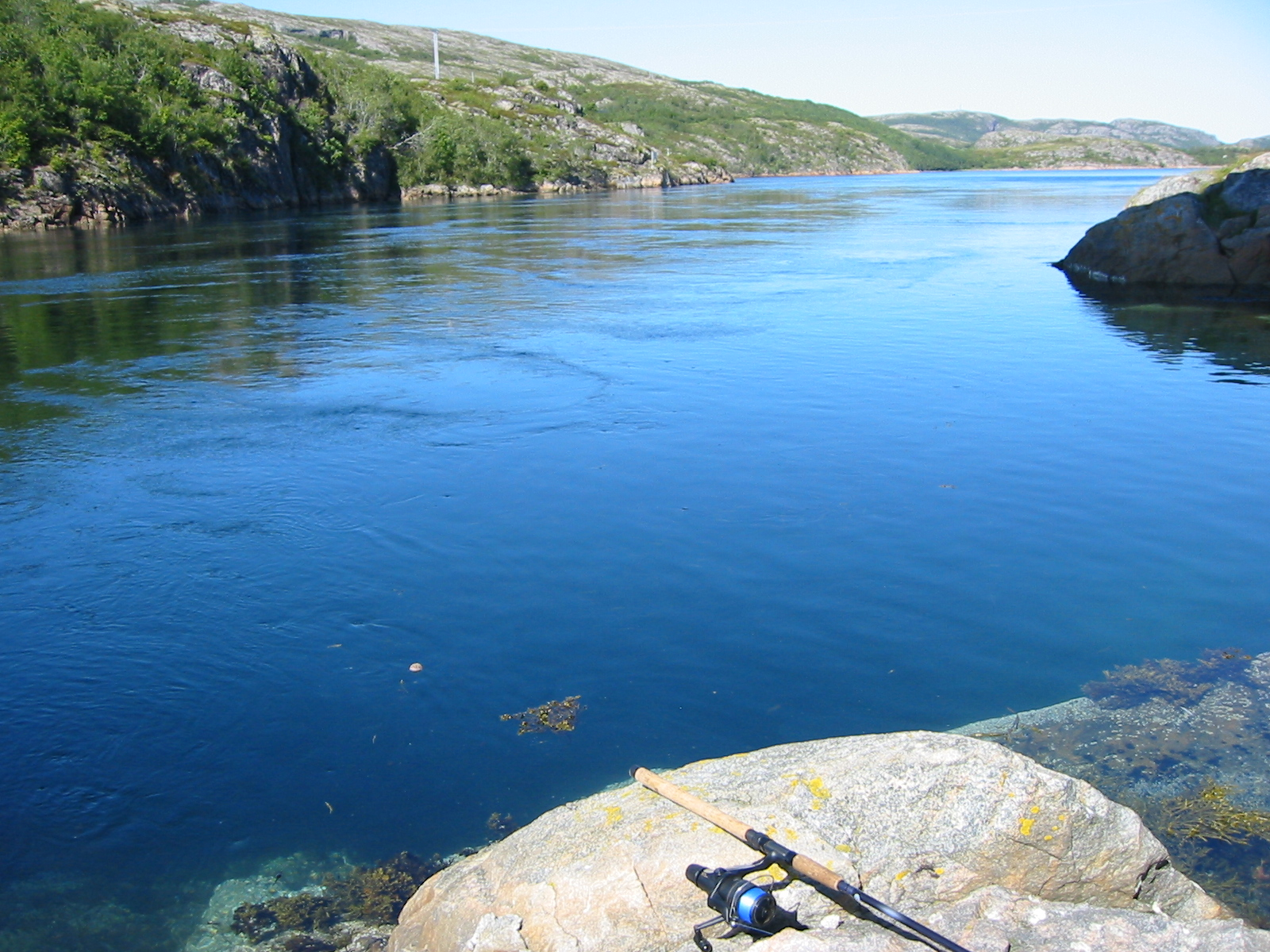
ラングスンデット海峡

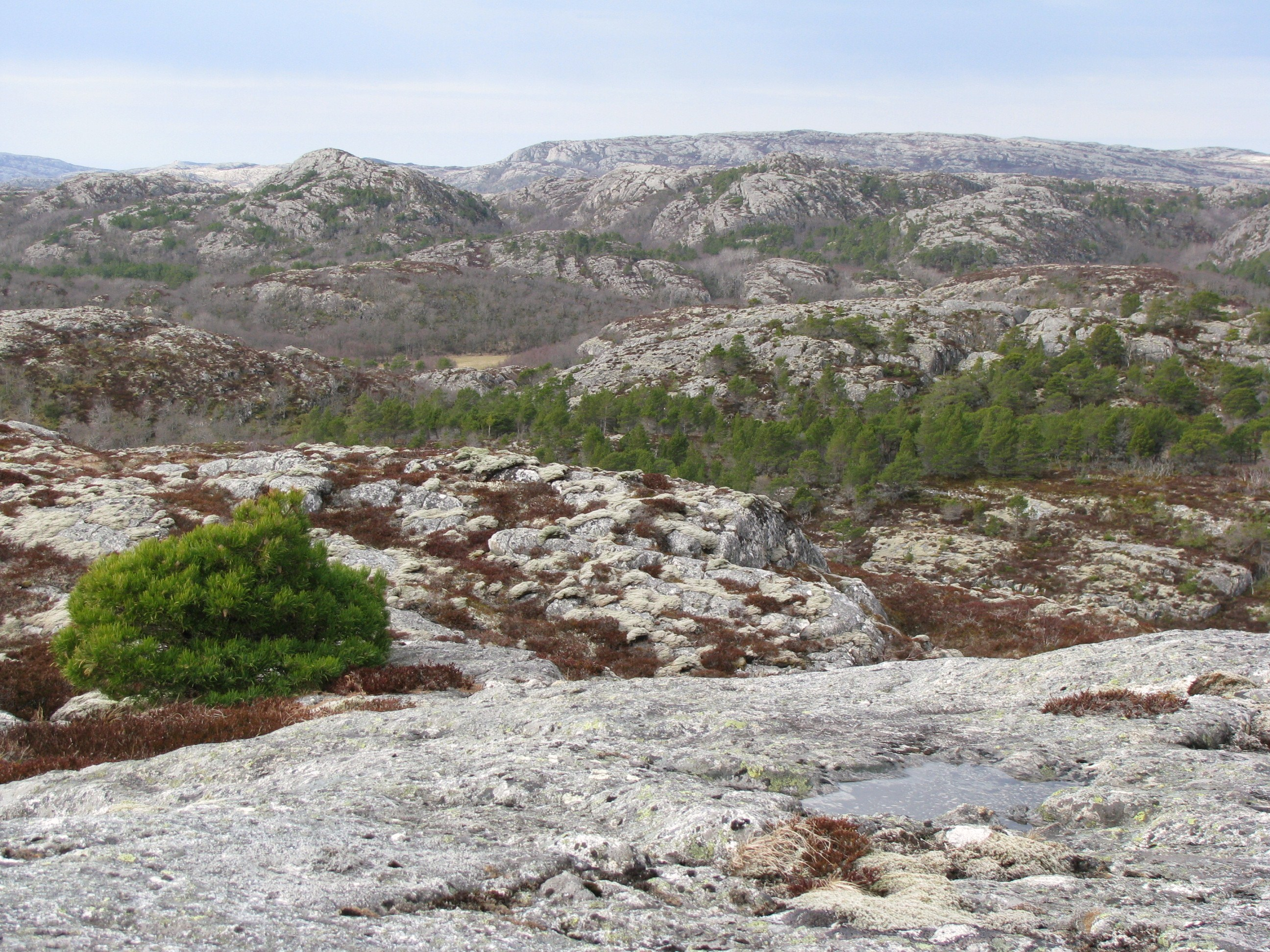
群島の地表。氷河に侵食された岩場が広がっている

ヴィクナ市はヌール・トロンデラーグ県北西沖のノルウェー海に浮かぶ、大小6000余りの群島からなる。ロフォーテン諸島以南では最大のサケの産卵場である。主な島は本土から近い順にインネル＝ヴィクナ、メロム＝ヴィクナ、そして最西端のイッテル＝ヴィクナの三つである。
中心となる村落はインネル＝ヴィクナ島東岸のレールヴィク村で、本土とナーロイスンデット海峡で向かい合っている。市内にはギェスリンゲーネ灯台、グリンナ灯台、ナーロイスン灯台、ヌールドイヤン灯台など、多くの灯台が置かれている。
1962年10月21日、沿岸急行船（フッティルーテン）の Sanct Svithun 号が操舵ミスでヌールドイヤンに座礁。船体は沈没し、41名の命が失われた。ヌールドイヤンには2002年、追悼のメンヒルが建立された。

## 経済
市民の主な収入源は漁業、養殖業、公共サービス、農業である。レールヴィクには、過去数世紀の沿岸部における生活様式を紹介するヌールヴァイ博物館がある。電力は大部分が、ガシュタード西部のメロム＝ヴィクナ島にあるヴィクナ風力発電所から供給されている。

## 交通
レールヴィクにフッティルーテンが停泊するほか、ナーロイスン橋経由で県道770号が市内と本土および欧州ルートE6号を結んでいる。レールヴィクの南にはレールヴィク空港が置かれている。ヴィクナとナーロイは、人口1万人ほどの共同労働圏を形成している。